# Issoudun-Létrieix
Issoudun-Létrieix is een gemeente in het Franse departement Creuse (regio Nouvelle-Aquitaine) en telt 277 inwoners (1999). De plaats maakt deel uit van het arrondissement Aubusson.

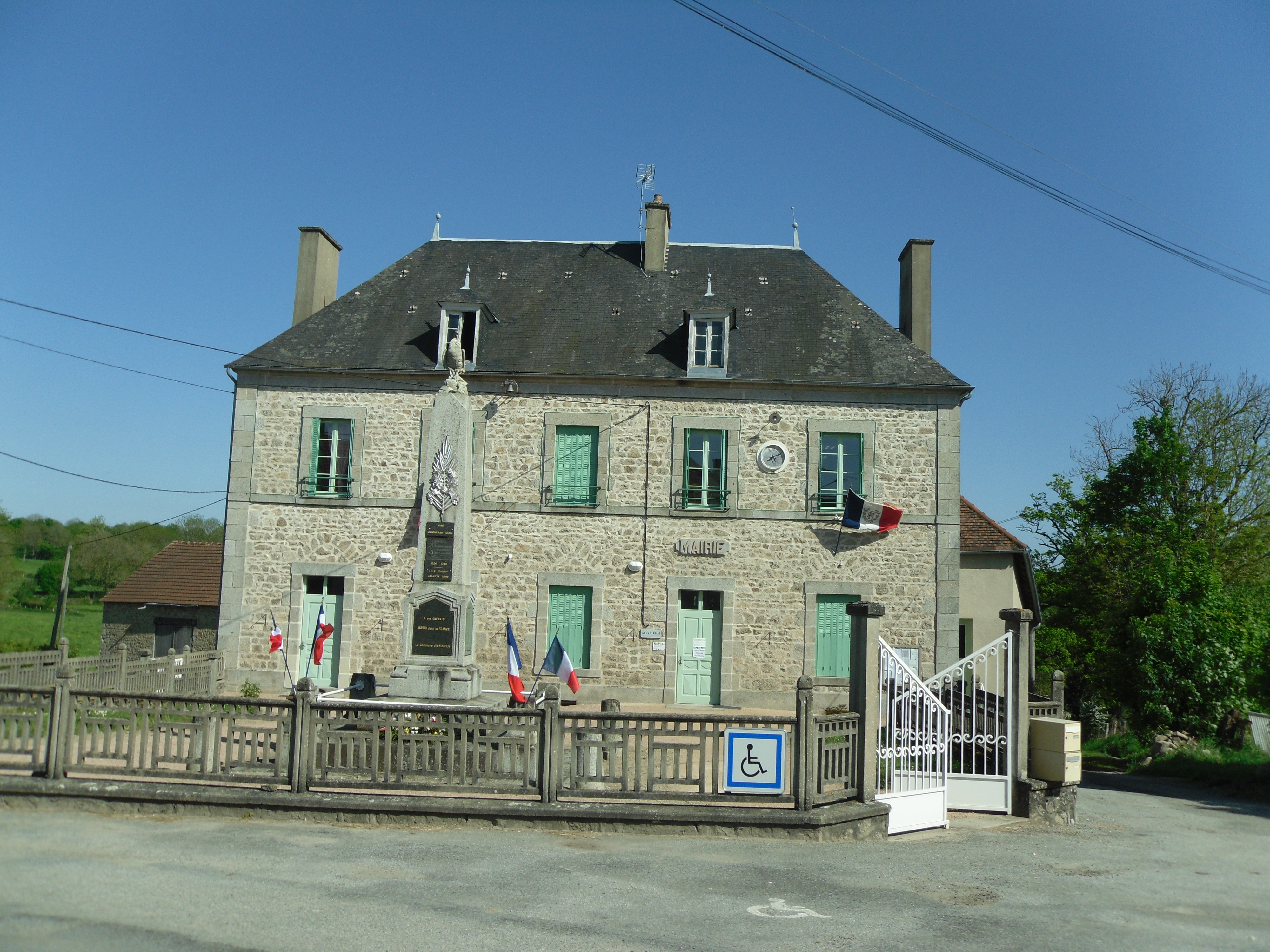
Gemeentehuis
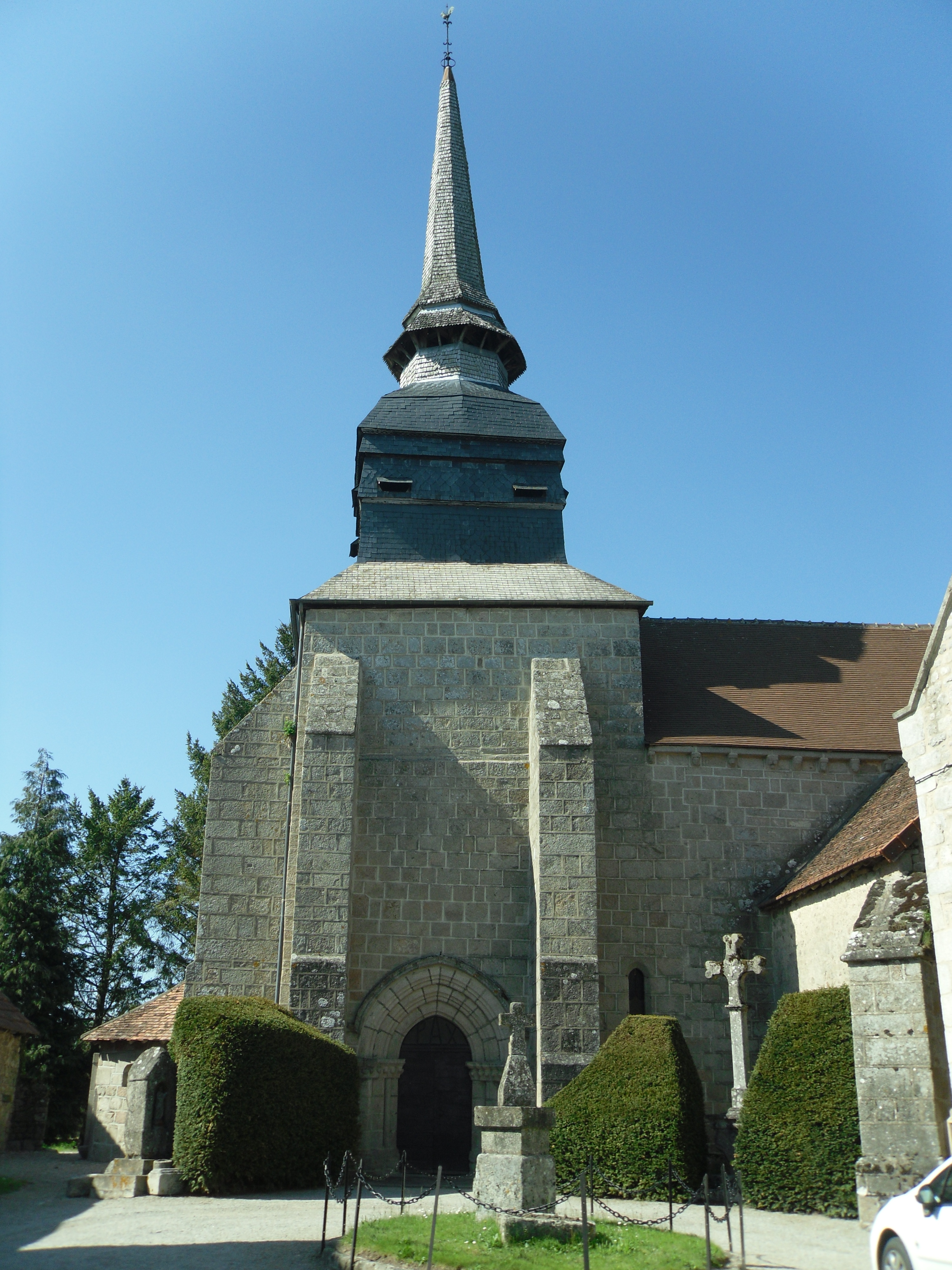
Kerk van Issoudun-Létrieix

## Geografie
De oppervlakte van Issoudun-Létrieix bedraagt 26,1 km², de bevolkingsdichtheid is 10,6 inwoners per km².

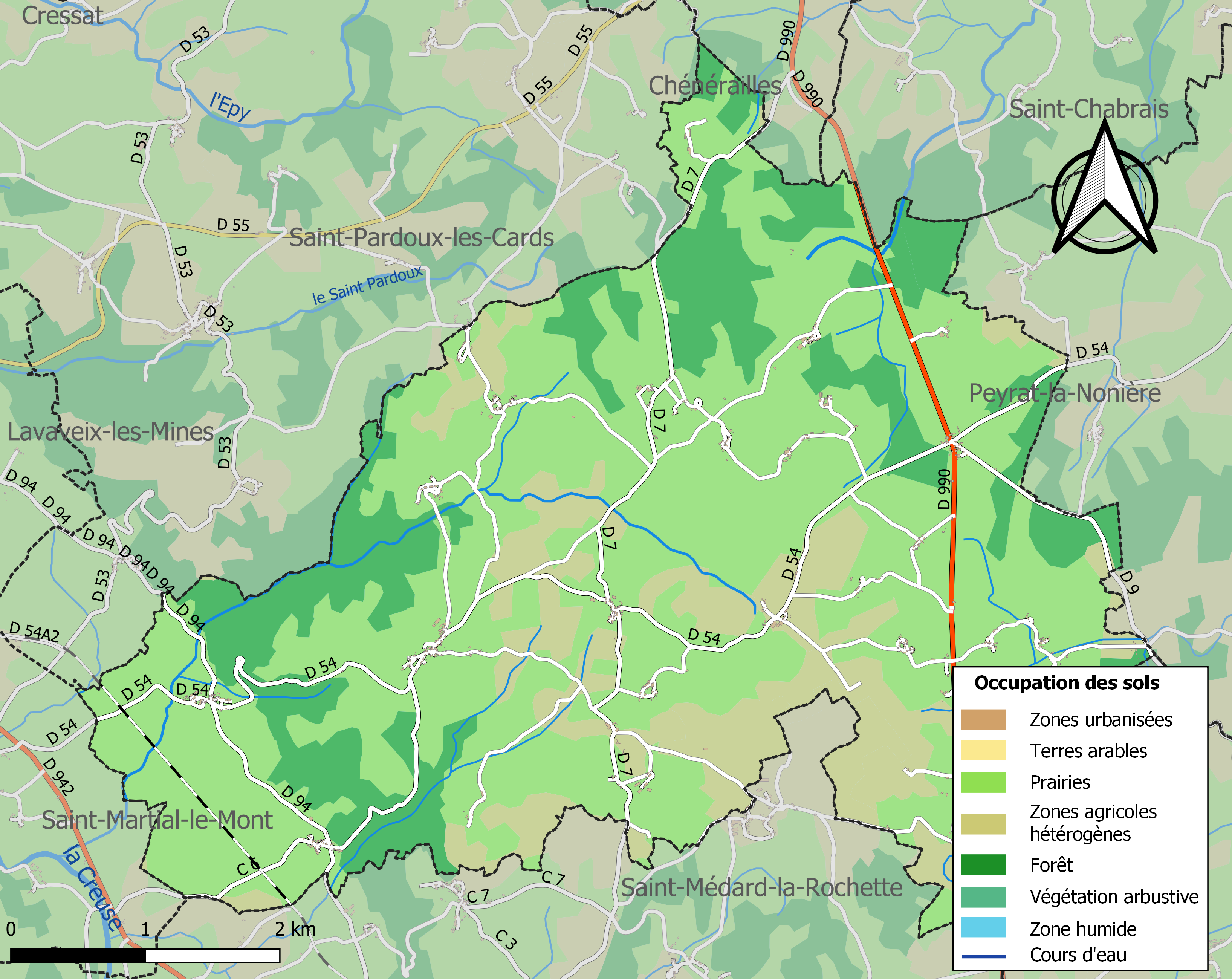
Kaart van de gemeente met de belangrijkste infrastructuur, bodemgebruik en omliggende gemeenten

## Demografie
Onderstaande figuur toont het verloop van het inwonertal (bron: INSEE-tellingen).